# Tiazida

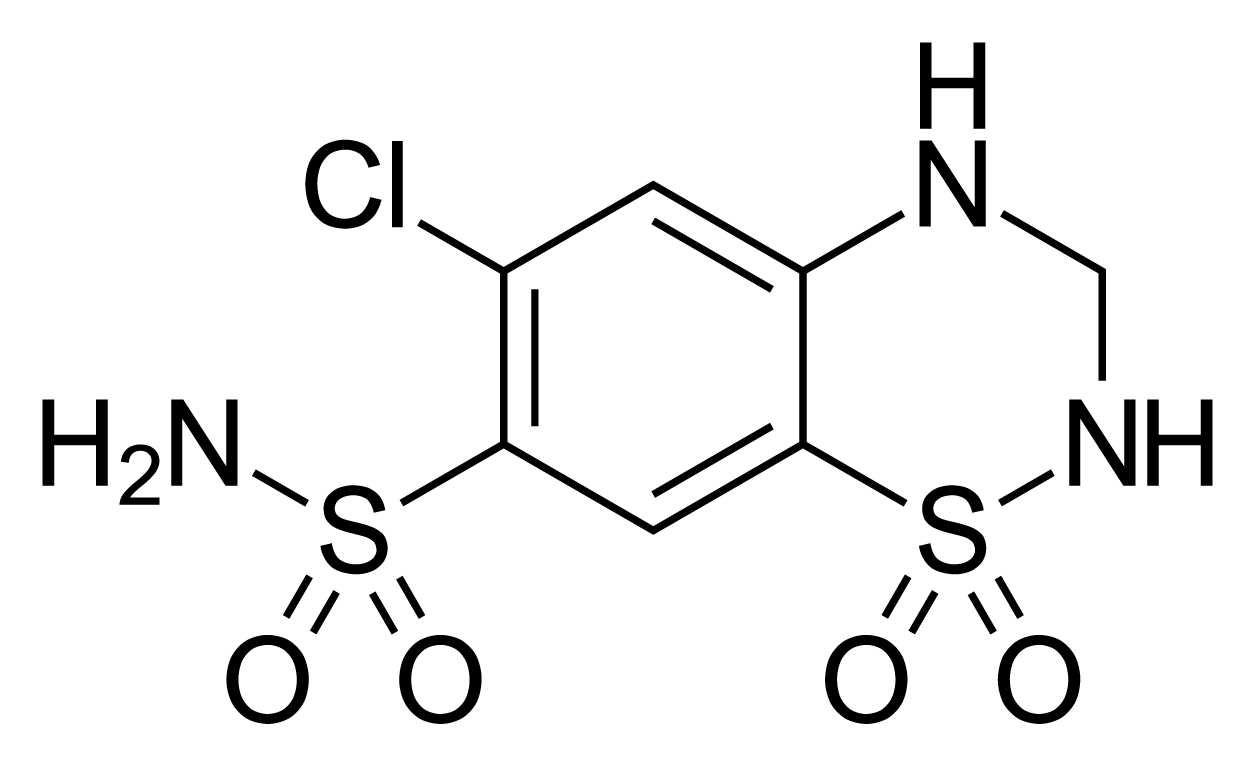

As tiazidas são um grupo de fármacos diuréticos, que actuam no rim, aumentando o volume e diminuindo a concentração da urina.

## Mecanismo de ação
Inibem o transportador de Na+/Cl-, codificado pelo gene SLC12A3, das células tubulares distais. Diminuem assim a reabsorção de sais e água associada. Aumentam a excreção dos ions sódio, potássio e magnésio .

## Efeitos
Menos poderosos que os diuréticos de alça atuam provocando um aumento da excreção de sódio, potássio e água, principalmente. Parece que a longo tempo têm um efeito vasodilatador porém este efeito ainda não está bem provado. Seria, segundo alguns estudos, devido a uma ativação dos canais de potássio-cálcio-dependentes.
Além dos efeitos acima citados, também ocorre uma maior reabsorção de cálcio, pois com a inibição do cotransportador Na+/Cl-, ocorre uma certa queda na concentração intracelular de sódio, decorrente da ação da bomba Na+/K+-ATPase. Com a queda da [Na+] intracelular, há uma maior ação do trocador Na+/Ca+2, sendo promovida uma inicial queda na [Ca+2] intracelular, a qual na verdade é mantida pelos canais para cálcio na membrana voltada para a luz tubular. Concluindo, a medida que cálcio entra pelo canal para cálcio, ocorre sua saída para o sangue por meio do trocador.

### Efeitos adversos
vários efeitos adversos têm sido descritos:
- Hipocalemia: depleção do potássio sanguíneo.
- Alcalose metabolica
- Uricemia
- diminuição da tolerância à glicose
- aumento do colesterol sérico

## Usos clínicos
O uso de diuréticos deve ser feito com restrição do sal na dieta, pois o seu efeito poderá aumentar o apetite por sal, e se este for ingerido em grandes quantidades, não terá efeito.
- Diurético de primeira escolha no tratamento da hipertensão arterial, sobretudo nos idosos, segundo o maior estudo de anti-hipertensivos já realizado (ALLHAT).
- Insuficiência cardiaca inicial (a tardia é com um diurético da ansa).
- Hipercalciúria idiopática
- Diabetes insipidus de causa renal: efeito paradoxal- diminuem o volume da urina neste caso.

## Fármacos do grupo
- Bendroflumetiazida
- Hidroclorotiazida
- Metolazona
- Indapamida